# Nikolai Sergejewitsch Bachwalow

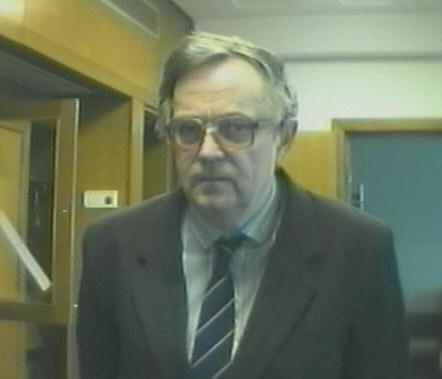
Nikolai Sergejewitsch Bachwalow

Nikolai Sergejewitsch Bachwalow (russisch Николай Сергеевич Бахвалов, englische Transkription Nikolai Sergeevich Bakhvalov; * 29. Mai 1934 in Moskau; † 29. August 2005 ebenda) war ein russischer Mathematiker, der sich mit Numerischer Mathematik befasste.
Er war der Sohn des Moskauer Mathematikprofessors Sergei Wladimirowitsch Bachwalow und studierte ab 1950 an der Fakultät für Mechanik und Mathematik (Mechmat) der Lomonossow-Universität. Zu seinen Lehrern gehörten Andrei Kolmogorow und Sergei Lwowitsch Sobolew. Er wurde 1958 bei Kolmogorow promoviert (Über die Konstruktion von Finite-Differenzen-Gleichungen bei der näherungsweisen Lösung der Laplacegleichung) und habilitierte sich 1964 (russischer Doktortitel). Ab 1966 war er Professor an der Lomonossow-Universität, an der er seit 1981 die Abteilung Numerische Mathematik leitete.
Er gilt als Pionier der Mehrgitterverfahren (mit Radi Petrowitsch Fedorenko, Achi Brandt, Wolfgang Hackbusch).
Außerdem betrachtete er früh (1959) Probleme der numerischen Analysis unter dem Aspekt informationstheoretischer Komplexität.
Er befasste sich auch mit Wellenphänomenen und Mechanik von Verbundmaterialien, wobei er die Methode der Homogenisierung weiterentwickelte und die Methode fiktiver Domänen. Er ist Autor verbreiteter russischer Lehrbücher über Numerische Methoden.
Er war seit 1981 korrespondierendes und seit 1991 volles Mitglied der Russischen Akademie der Wissenschaften. 1985 erhielt er den Staatspreis der UdSSR.

## Schriften
- mit Ya. M. Zhileikin, E. A. Zabolostkaya Nonlinear theory of sound beams, New York, American Institute of Physics 1987
- mit G. Panasenko Homogenisation: averaging processes in periodic media: mathematical problems in the mechanics of composite materials, Kluwer 1989
- Numerical methods: analysis, algebra, ordinary differential equations, MIR, Moskau 1977